# Superbird C2
O Superbird C2, também conhecido por Superbird 7, que foi sua designação de pré-lançamento, é um satélite de comunicação geoestacionário japonês construído pela empresa Mitsubishi Electric (MELCO), ele está localizado na posição orbital de 144 graus de longitude leste e foi operado inicialmente pela Space Communications Corporation (SCC) e atualmente pela SKY Perfect JSAT Corporation. O satélite foi baseado na plataforma DS-2000 e sua vida útil estimada é de 15 anos.

## História
A Space Communications Corporation (SCC), uma empresa de serviços de comunicações por satélite no japão, ordenou a construção Superbird 7 (renomeado em órbita para Superbird C2) da Mitsubishi Electric. O satélite pesa 5000 kg e foi a primeira ordem comercial de um de satélite da Mitsubishi do tipo DS-2000. Ele conta com 28 transponders em banda Ku. O Superbird 7 foi lançamento em 2008. Ele é operado a partir de uma posição orbital de 144 graus de longitude leste.

## Lançamento
O satélite foi lançado com sucesso ao espaço no dia 14 de agosto de 2008, às 20:44 UTC, por meio de um veículo Ariane-5ECA, laçando a partir do Centro Espacial de Kourou, na Guiana Francesa, juntamente com o satélite AMC-21. Ele tinha uma massa de lançamento de 4.820 kg.

## Capacidade e cobertura
O Superbird C2 é equipado com 28 transponders em banda Ku para cobrir a região da Ásia-Pacífico, o Oceano Índico, Oceania e nas Ilhas do Pacífico.